# أبو دريخة (السفيرة)
أبو دريخة قرية سوريّة تتبع إداريّاً لمحافظة حلب منطقة السفيرة ناحية مركز السفيرة، بلغ تعداد سكانها 1,401 نسمة حسب التعداد السكاني لعام 2004.